# We Disappear
We Disappear è un singolo del musicista britannico Jon Hopkins, pubblicato il 2 maggio 2014 come quarto estratto dal quarto album in studio Immunity.

## Descrizione
Il brano ha visto la partecipazione della cantante britannica Lulu James, sebbene questa versione non sia presente nell'edizione standard dell'album (nella quale è presente la versione originale strumentale), ma nella Extended Edition pubblicata nel 2014.

## Video musicale
Il videoclip, diretto da Rob Chiu, è stato pubblicato in anteprima il 15 giugno 2014 attraverso il canale YouTube di Hopkins e mostra Lulu James interpretare il brano all'interno di una stanza buia piena di fumo.

## Tracce
CD promozionale (Regno Unito)
1. We Disappear (featuring Lulu James) (Radio Edit) – 4:16
2. We Disappear (featuring Lulu James) – 4:16

Download digitale – 1ª versione
1. We Disappear (featuring Lulu James) – 4:16

12" (Regno Unito)
- Lato A

1. We Disappear (featuring Lulu James) – 4:16

- Lato B

1. Abandon Window (Moderat Remix) – 6:55

Download digitale – 2ª versione
1. We Disappear (featuring Lulu James) – 4:16
2. Abandon Window (Moderat Remix) – 6:55
3. We Disappear (Instrumental) – 4:16

## Date di pubblicazione
| Paese       | Data di pubblicazione | Formati                         |
| ----------- | --------------------- | ------------------------------- |
| Mondo       | 2 maggio 2014         | Download digitale (1ª versione) |
| Regno Unito | 29 giugno 2014        | 33 giri                         |
| Mondo       | 30 giugno 2014        | Download digitale (2ª versione) |